# Erika Andrejeva
Erika Andrejeva (født 24. juni 2004) er en professionel tennisspiller fra Rusland.